# Марко Не
Марко Не (фр. Marco Né, нар. 17 липня 1983, Абіджан) — івуарійський футболіст, півзахисник. Молодший брат іншого івуарійського футболіста Арсена Не.
Насамперед відомий виступами за клуби «Беверен» та «Олімпіакос», а також національну збірну Кот-д'Івуару.

## Клубна кар'єра
У дорослому футболі дебютував 2002 року виступами за команду клубу «АСЕК Мімозас», в якій провів один сезон.
Своєю грою за цю команду привернув увагу представників тренерського штабу бельгійського клубу «Беверен», до складу якого приєднався 2003 року. Відіграв за команду з Беверена наступні три сезони своєї ігрової кар'єри. Більшість часу, проведеного у складі «Беверена», був основним гравцем команди.
2006 року уклав контракт з клубом «Олімпіакос», у складі якого провів наступні два роки своєї кар'єри гравця.
Згодом з 2008 по 2011 рік грав у складі команд клубів «Беєрсхот» та «Кубань».
До складу сімферпольської «Таврії» приєднався на початку 2012 року, проте закріпитись в основній команді так і не зумів, зігравши до літа 2013 року лише 13 матчів в чемпіонаті і один в кубку, після чого покинув команду.

## Виступи за збірну
2004 року дебютував в офіційних матчах у складі національної збірної Кот-д'Івуару. Наразі провів у формі головної команди країни 1 матч.

## Досягнення
- Чемпіон Греції (2): 2006/07, 2007/08
- Володар Кубка Греції (1): 2007/08